# Jimmy Allen (Fußballspieler, 1913)
James „Jimmy“ Allen (* 18. August 1913 in Amble; † 4. Quartal 1979 in Hammersmith, London) war ein englischer Fußballspieler. 

## Karriere
Allen spielte als rechter Außenläufer für Stakeford Albion in der zweiten Division der North Eastern League, bevor er im März 1934 von Huddersfield Town verpflichtet wurde. Dort kam er überwiegend für das Reserveteam zum Einsatz und wurde im April 1935 gemeinsam mit seinem Mannschaftskameraden Bill Hayes für ein Auswahlteam der Yorkshire Football League gegen die Northern Football League nominiert. Zu seinem einzigen Einsatz im Erstligateam von Huddersfield kam Allen im Januar 1935 bei einer 3:4-Heimniederlage gegen Preston North End, weil der etatmäßige rechte Läufer Ken Willingham eine Mandelentzündung hatte.
Ende April 1935 lotste Trainer Billy Birrell Allen gemeinsam mit seinem Mannschaftskameraden Frank Lumsdon in die Third Division South zu den Queens Park Rangers. Die Mannschaft um Mittelstürmer Tommy Cheetham (36 Tore in 35 Ligaspielen) spielte lange Zeit um die Meisterschaft mit, nach nur zwei Siegen aus den letzten sechs Spieltagen landete das Team mit der Läuferreihe Allen – Bartlett – March letztlich auf dem vierten Rang. In der Folgesaison verlor Allen bereits im Oktober seinen Stammplatz und verließ den Klub nach insgesamt 47 Einsätzen am Saisonende. Er schloss sich innerhalb Londons dem Ligakonkurrenten Clapton Orient an, wo er im Saisonverlauf nicht über die Rolle als Ergänzungsspieler hinauskam; zumeist erhielten Hugh Hearty oder Eddie Lawrence den Vorzug. Am Saisonende verließ er den Klub nach neun Pflichtspieleinsätzen wieder und setzte seine Laufbahn im Non-League football fort.